# Dauerhaftigkeit
Mit Dauerhaftigkeit im engeren Sinne wird im Bauwesen die Widerstandsfähigkeit von Baustoffen und Bauteilen gegenüber äußeren Einflüssen wie Durchfeuchtung, Wechselfeuchte, Hitze und Kälte, Temperaturwechsel und Frost, Sonneneinstrahlung (UV-Licht), chemischem Angriff (saurer Regen, Tausalz, Salpeter) sowie Schädlings- und Pilzbefall bei organischen Materialien bezeichnet. 

Im weiteren Sinne kann auch die Widerstandsfähigkeit von Bauwerken gegenüber mechanischen Einflüssen wie statischen und dynamischen Lasten (Windlast, Erdbeben, Schwingungen, Lawinen, Flutwellen) sowie gegen ungewöhnlichere Ereignisse wie Blitzeinschlag oder elektromagnetische Strahlung gemeint sein.

## Beton
Der Nutzungszeitraum, über welchen beispielsweise bei Bauteilen aus Stahlbeton bzw. Spannbeton die Tragfähigkeit und Gebrauchseigenschaften sichergestellt werden sollen, beträgt 50 Jahre, sofern nichts Anderes festgelegt wird und gleichzeitig die üblichen Maßnahmen der Instandhaltung durchgeführt werden. 

Die Bauteile dürfen sich während der gesamten vorgesehenen Nutzungsdauer nicht unzulässig verändern, so dass sie stets gegenüber allen ausgelegten Einwirkungen ausreichend widerstandsfähig sind und der Bewehrung einen ausreichenden Schutz vor Korrosion gewähren. Zur Sicherstellung ist dabei eine ausreichende Betondeckung des Betonstahls bzw. Spannstahls sowie eine geeignete Betonzusammensetzung erforderlich. Die zugehörigen Anforderungen sind in den Normen für die jeweils vorliegenden Umweltbedingungen und Beanspruchungen über sogenannte Expositionsklassen geregelt.

## Metallbau
Im Metallbau hängt die Nutzungsdauer wesentlich von der Korrosionsbeständigkeit, Statik und Hitze- bzw. Kältebeständigkeit ab, beim Holzriegelbau u. a. von ausreichendem Schutz gegen Feuchtigkeit.

## Holzbau
Im Holzbau wird die natürliche Dauerhaftigkeit von Kernholz gegenüber biotischem Abbau nach DIN EN 350-2 in 5 Dauerhaftigkeitsklassen eingeteilt. Teak gilt als sehr dauerhaft und gehört der Klasse 1 (1–3) an, Buche ist nicht dauerhaft und wird in Klasse 5 geführt. Die Dauerhaftigkeit von Hölzern kann durch Verfahren des Holzschutzes, wie der Tränkung mit chemischen Holzschutzmitteln, oder durch Holzmodifikation erhöht werden.